# Zauri Tevdorashvili
Pas d'image ? Cliquez ici

a Compétitions nationales et continentales officielles uniquement.

b Matchs officiels uniquement.
Dernière mise à jour le 11 avril 2025.
Zauri Tevdorashvili (en géorgien : ზაური თევდორაშვილი), né le 21 janvier 1999, est un joueur géorgien de rugby à XV évoluant au poste de pilier.

## Carrière
Zauri Tevdorashvili rejoint le centre de formation du Soyaux Angoulême XV Charente en 2017. 
Il fait ses débuts professionnels lors de la saison 2018-2019 de Pro D2 en jouant 8 matchs mais il ne fera aucune apparition lors de l'exercice suivant, saison perturbée par la pandémie de Covid-19. Il a davantage de temps de jeu lors de la saison 2020-2021 de Pro D2.
En 2019, il dispute cinq matchs lors du Championnat junior avec l'équipe de Géorgie des moins de 20 ans.
Il rejoint l'US Bressane pour la saison 2021-2022 de Pro D2 en 2021.
En 2023, il rejoint le SO Chambéry en Nationale. Il n'est pas conservé à la fin de sa première saison au club.

## Palmarès
Néant.